# Anthony Fokker
Anton Herman Gerard Fokker, dit Anthony Fokker (6 avril 1890 - 23 décembre 1939), né à Blitar (Java), dans ce qui était encore les Indes néerlandaises (aujourd'hui l'Indonésie), est un aviateur et entrepreneur néerlandais dans la construction d'avions, fondateur de la société Fokker,.

## Biographie

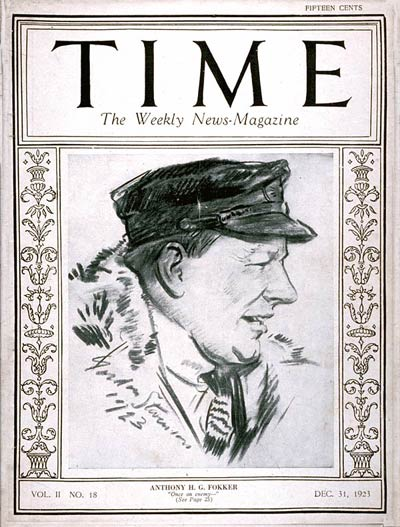
Anthony Fokker sur la couverture d'un numéro du magazine américain Time, paru le 31 décembre 1923.

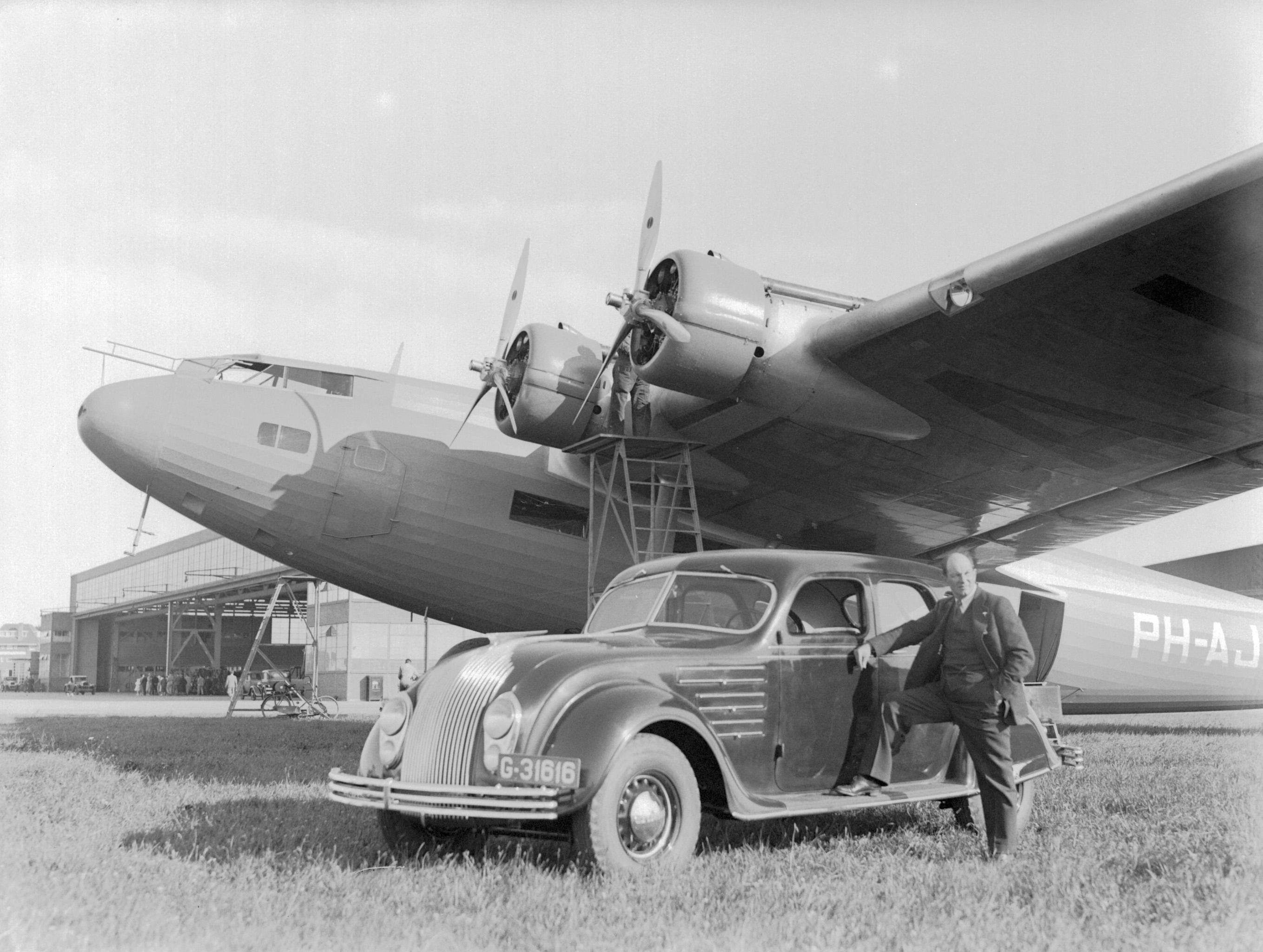
En août 1934, à l'aéroport de Schiphol près d'Amsterdam, Anthony Fokker (à côté d'une Chrysler Airflow) posant devant un Fokker F.XXXVI fabriqué par sa société, immatriculé PH-AJA. Photographie : Willem van de Poll.

Anton Fokker est le fils de Herman Fokker, un propriétaire d'une plantation de café néerlandais installé à Java. La famille rentre aux Pays-Bas lorsque Antony a quatre ans, ils s'installent à Haarlem. Antony manque de terminer ses études secondaires, mais à l'adolescence il s'intéresse beaucoup aux trains miniatures et aux machines à vapeur, ce qui l'amène à concevoir un pneu qu'il découvre ensuite déjà breveté. 
Après avoir construit son premier avion, le Spin (en) (l'Araignée), à l'âge de vingt ans, en Allemagne, dans un hangar à dirigeables Zeppelin, à Baden-Baden, il devint célèbre pendant la Première Guerre mondiale, après avoir fondé sa première société en 1912, Fokker Aeroplanbau, en construisant des avions de guerre pour l'Allemagne. Ses ingénieurs mirent au point un mécanisme permettant le tir d'une mitrailleuse à travers le champ de rotation de l'hélice (le tir était interrompu au passage de l'hélice), autorisant l'activité d'avion de chasse monoplace. Les français Saulnier et Garros ont déjà mis au point un dispositif de tir à travers l'hélice mais celui de Fokker, plus efficace, est généralisé à tous les avions de chasse.
À cause du traité de Versailles, les Allemands ne peuvent plus construire d'avions après la guerre. Anthony Fokker repart donc aux Pays-Bas pour lancer une nouvelle société, Fokker en 1919, domiciliée à Amsterdam. Il s'intéresse alors davantage à l'aviation civile qu'à l'aviation militaire. Il émigre aux États-Unis, devient citoyen américain en 1922, et y fonde la branche américaine de sa compagnie : Atlantic Aircraft (en). En 1927, il se marie avec Violet Austman à New York. Violet Austman meurt le 8 février 1929 en tombant de la fenêtre de la suite qu'elle partageait dans un hôtel avec son mari.
Fokker meurt en trois semaines, à New York, en 1939 d'une méningite à l'âge de 49 ans. En 1940, ses cendres sont ramenées à Driehuis où elles sont ensevelies dans le caveau familial.

## Surnom
Son surnom était le Hollandais volant, traduction littérale de l’anglais Flying Dutchman, qui désigne le Vaisseau Fantôme.

## Publications
- Souvenirs d'un homme volant - La Vie d'Anthony Fokker, Anthony Fokker, Bruce Gould, Nouvelle collection historique - CALMANN LEVY éditeurs, Paris, 1932